# 三浦貴
三浦 貴（みうら たか、1978年5月21日 - 2023年7月24日）は、埼玉県出身の元プロ野球選手（外野手、内野手、投手）。

## 経歴

### プロ入り前
浦和学院高では3年生の時に春夏連続で甲子園出場を果たすなどエースとして活躍。バッテリーを組んだ小川将俊（大学でも同様）、石井義人は同期。その後東洋大学へ進学、1年春から投げて東都大学1部リーグ通算46試合登板、13勝19敗、防御率2.47、218奪三振（2年春秋は2部）。4年で主将を務め、2000年秋季のリーグは7勝2敗で最高殊勲選手、最優秀投手、ベストナインを受賞し優勝に貢献。大学時代から打撃も良く、東都大学野球リーグは指名打者制でありながら投手で打順に入ったり、登板しない際も打者での出場があった。2000年度ドラフト会議で、読売ジャイアンツから3位指名を受け、入団。

### 巨人時代
2001年、阿部慎之助と同級生・同期入団で開幕一軍に加わりバッテリーを組んだ。1年目から中継ぎとして球速140 km/h台後半の速球とスライダー、カーブ、フォークを武器に活躍。プロ初勝利を含む3勝を記録し、49試合に登板して防御率3.41の成績だった。
2002年シーズン、緒方孝市に与えた頭部死球をきっかけにイップスに陥り、相手打者のインコースへ投げられなくなったと言われており、以降は登板機会がなくなってしまった。この年新規定になって初めての危険球退場者であった。同年の日本シリーズは出場機会なしに終わる。
当時の原辰徳監督に身体能力と野球センスを買われ2003年シーズンから野手へ転向。当時の原は「投手なら5000万円どまりだが野手なら2億円稼げる素質がある」と評した。投球イップスは野手転向に至った発端ではあるが、野手転向当時の『月刊ジャイアンツ』の三浦本人の談話によると、「イップスを見かねて仕方なく野手転向させた」というよりも、ルーキーイヤーから外野手転向を原（当時はヘッドコーチ）に熱心に勧誘されていたそうである。イップスについては、後にインタビューで否定している。
初年度は連携の少ない三塁手を守り、終盤に一軍に昇格。2003年9月15日の中日ドラゴンズ戦では、平井正史から野手転向後初安打となるプロ初本塁打を放った。
2005年シーズン、二軍（イースタン・リーグ）で打率.256・10本塁打・47打点（チームトップ）・長打率.507を記録、守備力にも評価を得る。2006年も打率.288・5本塁打・6盗塁、2007年は打率.241・6本塁打・6盗塁と、二軍で主力選手として活躍するものの、一軍ではなかなかチャンスを生かせず、2007年シーズン終了後に戦力外通告を受ける。
12球団合同トライアウトに2回とも参加したが1か月が経過しても獲得のオファーはなく、一時期は引退を決意していた。しかし12月28日に埼玉西武ライオンズが獲得を発表、年が明けた2008年1月10日に正式契約を結んだ。西武は同年オフ、福地寿樹が東京ヤクルトスワローズへ移籍したことから、外野手の補強を必要としていた。

### 西武時代
2008年は二軍（イースタン・リーグ）で主力選手として82試合に出場し、リーグ2位の本塁打、本塁打部門と三塁打部門でチームトップ（打率.261・13本塁打・43打点・8盗塁・6三塁打）を記録するなど力を発揮。一軍試合出場は7試合に留まったが、移籍後初且つこの年唯一のスタメン出場となった9月13日の対東北楽天ゴールデンイーグルス戦では4打数2安打1打点と活躍を見せた。登録は外野手であるが、チーム事情から二軍では外野以外に一塁手や三塁手としての出場が多く、一軍昇格後も一塁手としての出場がほとんどであった。
2009年は内野手の水田圭介がトレードされるなどして内野手が不足したチーム事情から、二軍でも主に二塁と三塁を守っており、シーズン終盤に中村剛也が故障のため入れ替わりで一軍昇格した際にも、主に三塁手として出場している。中村復帰後も一軍に残り、左投手が先発の際にはスタメン出場することもあったが、結果を残すことはできなかった。最終戦にスタメン出場し、安打も放ったが翌日の10月8日に戦力外通告を受けた。シーズン終了後、12球団合同トライアウトに参加するも、獲得する球団は現れず現役を引退。

### 現役引退後
現役引退の挨拶のために母校の浦和学院高等学校を訪問した際、森士監督の「教職取って、ウチ来るか」という言葉をきっかけに指導者になる決心をする。その後、運送会社で働きながら東洋大学（夜間）に2年間通学し、2012年3月に教員免許を取得。2012年4月から浦和学院高校で教職に就いた。
これまで元プロ野球選手が高校野球の指導者になるには2年以上の教員経験が必要だったが、研修を受講することなどを条件にこの規則が撤廃された。この規則緩和により2013年7月29日に学生野球資格回復が承認されたため、2013年7月30日から浦和学院高校野球部で野手担当のコーチを務めた。石川賢とともに規則緩和の新制度適用第1号となった。
2022年3月に大腸がんが見つかり、同校を一時休職したうえで放射線治療と手術などで治療に専念。2023年3月復職し指導を再開した。しかし、同年6月に再び体調が悪化。夏の甲子園の埼玉大会での母校の試合を観戦に訪れるなど一時は体調が安定していたが、同年7月24日未明に容態が急変し、死去。45歳没。

## 人物
- 与野南中時代には走高跳で県2位に輝いた実績を持つ[3]。

## スポーツマンNo.1決定戦
第8回プロスポーツマン大会（2002年1月1日放送）
WORK OUT GUYSは1分03秒23の好タイムも、1分を切る選手が8人のハイレベルな中で9位に終わる。BEACH FLAGSは1回戦で照英との競り合いに敗れ1回戦敗退。MONSTER BOXは福西崇史が保持していたプロスポーツマン記録に並ぶ19段を記録し、23段（世界記録）を記録した池谷直樹と21段を記録したケイン・コスギに次いで種目別3位となる。POWER FORCEでは1回戦で河口正史に敗退。THIRTYは1回戦敗退。TAIL IMPOSSIBLEでは決勝レースまで残り、同じく決勝に残った大畑大介と南山真を寄せ付けない走りでNo.1を獲得。THE TUG-OF-WARは2回戦（初戦）でタフィ・ローズに敗退。SHOT-GUN-TOUCHは記録12m00cmを残し、総合ランキングでは8位入賞。
第10回プロスポーツマン大会（2004年1月1日放送）
WORK OUT GUYSは4位と健闘。前回1回戦敗退のBEACH FLAGSは準々決勝まで進出。MONSTER BOXは中田大輔と並ぶプロスポーツマン記録である20段を成功させ、池谷に次ぐ種目別2位。SPIN OFF 2回戦進出。THE GALLON THROWは5m25cmで4位タイ。POWER FORCEは1回戦敗退に終わるも、TAIL IMPOSSIBLEは2大会連続No.1に輝き、SHOT-GUN-TOUCHでは自己記録を70cm更新する12m70cmを記録し、野球界では飯田哲也以来の総合No.1に輝いた。
第11回プロスポーツマン大会（2005年1月1日放送）
ディフェンディングチャンピオンとしてゼッケンがゴールドになったイエロージャージを着用して参戦。TAIL IMPOSSIBLEで3大会連続No.1を獲得するも、総合3位に終わった。
過去出場した3大会全てでTAIL IMPOSSIBLEでNo.1を獲得しており、同種目でプロ大会で無敗なのは、三浦とワッキーのみである。またMONSTER BOXも最低記録が18段で、総合No.1を獲得した2004年大会で樹立した20段は、プロスポーツマン記録ならびに現在でも破られていないプロ野球記録である。プロ野球選手では唯一、ディフェンディングチャンピオンの証であるイエロージャージとゴールドゼッケンを着用した出場者である。
プロスポーツマン大会
| 大会       | 放送日       | 総合順位 | 獲得P  |
| ---------- | ------------ | -------- | ------ |
| 第8回大会  | 2002年1月1日 | 8位      | 260pts |
| 第10回大会 | 2004年1月1日 | No.1     | 455pts |
| 第11回大会 | 2005年1月1日 | 3位      | 405pts |

## 詳細情報

### 年度別投手成績
| 年 度     | 球 団     | 登 板 | 先 発 | 完 投 | 完 封 | 無 四 球 | 勝 利 | 敗 戦 | セ 丨 ブ | ホ 丨 ル ド | 勝 率 | 打 者 | 投 球 回 | 被 安 打 | 被 本 塁 打 | 与 四 球 | 敬 遠 | 与 死 球 | 奪 三 振 | 暴 投 | ボ 丨 ク | 失 点 | 自 責 点 | 防 御 率 | W H I P |
| --------- | --------- | ----- | ----- | ----- | ----- | -------- | ----- | ----- | -------- | ----------- | ----- | ----- | -------- | -------- | ----------- | -------- | ----- | -------- | -------- | ----- | -------- | ----- | -------- | -------- | ------- |
| 2001      | 巨人      | 49    | 0     | 0     | 0     | 0        | 3     | 2     | 0        | --          | .600  | 261   | 58.0     | 60       | 4           | 38       | 2     | 1        | 38       | 3     | 0        | 22    | 22       | 3.41     | 1.69    |
| 2002      | 巨人      | 3     | 1     | 0     | 0     | 0        | 0     | 0     | 0        | --          | ----  | 13    | 2.2      | 4        | 2           | 0        | 0     | 1        | 2        | 0     | 0        | 2     | 2        | 6.75     | 1.50    |
| 通算：2年 | 通算：2年 | 52    | 1     | 0     | 0     | 0        | 3     | 2     | 0        | --          | .600  | 274   | 60.2     | 64       | 6           | 38       | 2     | 2        | 40       | 3     | 0        | 24    | 24       | 3.56     | 1.68    |

### 年度別打撃成績
| 年 度     | 球 団     | 試 合 | 打 席 | 打 数 | 得 点 | 安 打 | 二 塁 打 | 三 塁 打 | 本 塁 打 | 塁 打 | 打 点 | 盗 塁 | 盗 塁 死 | 犠 打 | 犠 飛 | 四 球 | 敬 遠 | 死 球 | 三 振 | 併 殺 打 | 打 率 | 出 塁 率 | 長 打 率 | O P S |
| --------- | --------- | ----- | ----- | ----- | ----- | ----- | -------- | -------- | -------- | ----- | ----- | ----- | -------- | ----- | ----- | ----- | ----- | ----- | ----- | -------- | ----- | -------- | -------- | ----- |
| 2001      | 巨人      | 49    | 5     | 4     | 1     | 1     | 0        | 0        | 0        | 1     | 0     | 0     | 0        | 0     | 0     | 1     | 0     | 0     | 2     | 0        | .250  | .400     | .250     | .650  |
| 2002      | 巨人      | 3     | 0     | 0     | 0     | 0     | 0        | 0        | 0        | 0     | 0     | 0     | 0        | 0     | 0     | 0     | 0     | 0     | 0     | 0        | ----  | ----     | ----     | ----  |
| 2003      | 巨人      | 10    | 6     | 6     | 2     | 1     | 0        | 0        | 1        | 4     | 1     | 0     | 0        | 0     | 0     | 0     | 0     | 0     | 2     | 0        | .167  | .167     | .667     | .833  |
| 2004      | 巨人      | 3     | 10    | 8     | 1     | 1     | 1        | 0        | 0        | 2     | 0     | 0     | 0        | 0     | 0     | 2     | 0     | 0     | 1     | 0        | .125  | .300     | .250     | .550  |
| 2005      | 巨人      | 19    | 26    | 23    | 3     | 5     | 1        | 0        | 0        | 6     | 1     | 0     | 0        | 0     | 0     | 1     | 0     | 2     | 8     | 0        | .217  | .308     | .261     | .569  |
| 2006      | 巨人      | 16    | 32    | 28    | 4     | 6     | 1        | 0        | 0        | 7     | 1     | 0     | 1        | 0     | 0     | 4     | 0     | 0     | 10    | 1        | .214  | .313     | .250     | .563  |
| 2007      | 巨人      | 4     | 1     | 1     | 0     | 0     | 0        | 0        | 0        | 0     | 0     | 0     | 0        | 0     | 0     | 0     | 0     | 0     | 0     | 0        | .000  | .000     | .000     | .000  |
| 2008      | 西武      | 8     | 8     | 7     | 1     | 2     | 0        | 0        | 0        | 2     | 1     | 0     | 0        | 0     | 0     | 1     | 0     | 0     | 2     | 0        | .286  | .375     | .286     | .661  |
| 2009      | 西武      | 22    | 34    | 32    | 3     | 5     | 1        | 0        | 0        | 6     | 1     | 0     | 0        | 0     | 0     | 1     | 0     | 1     | 10    | 0        | .156  | .206     | .188     | .393  |
| 通算：9年 | 通算：9年 | 134   | 122   | 109   | 15    | 21    | 4        | 0        | 1        | 28    | 5     | 0     | 1        | 0     | 0     | 10    | 0     | 3     | 35    | 1        | .193  | .279     | .257     | .536  |

### 記録
投手記録
- 初登板：2001年3月31日、対阪神タイガース2回戦（東京ドーム）、8回表に5番手で救援登板、1回無失点
- 初勝利：2001年4月1日、対阪神タイガース3回戦（東京ドーム）、8回表二死に5番手で救援登板、1/3回無失点
- 初奪三振：2001年4月8日、対広島東洋カープ3回戦（広島市民球場） 、6回裏に廣瀬純から空振り三振
- 初先発：2002年4月30日、対広島東洋カープ4回戦（東京ドーム）、2/3回1失点

打撃記録
- 初安打：2001年6月27日、対中日ドラゴンズ17回戦（札幌ドーム）、4回裏に野口茂樹から左前安打
- 初本塁打・初打点：2003年9月15日、対中日ドラゴンズ26回戦（ナゴヤドーム）、5回表に平井正史から中越ソロ

### 背番号
- 39（2001年 - 2006年）
- 54（2007年）
- 53（2008年 - 2009年）